# Sven Detken
Sven Detken (* 1959) ist ein ehemaliger deutscher Basketballspieler. Er wurde 1980 mit Göttingen Deutscher Meister.

## Leben
Detken spielte bis 1976 beim SC Rist Wedel. Im Spieljahr 1976/77 verstärkte er die Mannschaft des Hamburger TB in der 2. Basketball-Bundesliga. Der Aufbau- und Flügelspieler ging zum Studium nach Göttingen und spielte dort für den Bundesligisten SSC bzw. ASC Göttingen. 1980 wurde er mit der Mannschaft Deutscher Meister. Mit dem ASC trat er auch im Europapokal an. 1984 wechselte er zum Zweitligisten BG 74 Göttingen und 1985 zum MTV Geismar.
Beruflich wurde Detken als Facharzt für Innere Medizin, Hämatologie, internistische Onkologie und Palliativmedizin tätig. Er eröffnete 1997 eine Praxis in Northeim, welche ab 2004 als Gemeinschaftspraxis geführt wurde. 2015 wurde die Praxis Teil der Helios MVZ Südniedersachsen GmbH und Detken ärztlicher Leiter des Medizinischen Versorgungszentrum, sowie Chefarzt im Fachbereich Onkologie, Hämatologie und Palliativmedizin der Helios Albert-Schweitzer-Klinik Northeim. Detken wurde 2018 als Ärztlicher Leiter im Asklepios MVZ Onkologie Barmbek in Hamburg tätig und wurde Mitglied im Leitgremium des Asklepios-Tumorzentrums Hamburg (ATZHH).